# 清圓院
清圓院（弘治2年（1556年）? - 天正7年3月24日（1579年4月19日））日本戰國時代武將長尾政景長女及上杉景虎正室（繼室）。實名並無流傳，普遍稱之為春姬或華姬、法名為華溪正春大禪定尼。平常被稱作華溪院。鎌倉明月院的清円院殿貞鏡尼公與記中有其牌位流傳。

## 略歷
元龜元年（1570年）、越相同盟成立、北条氏康之子三郎入春日山城、依舅父上杉謙信之命嫁給三郎、三郎改名為上杉景虎。翌年生下嫡男道滿丸。
可是天正6年（1578年）謙信死後，其夫景虎與作為另位繼承人的親弟弟（一說為哥哥）景勝爭奪家督之位，後與景虎一起遷至御館，為此後的御館之亂。後景勝軍攻陷御館，春姬放走打算自盡的景虎後，自己留下阻擋景勝，拒絕其投降勸告後，便在御館內自盡了。但如果在諸系譜上記載的死亡日（3月24日）為正確，則與景虎一起在鮫尾城死亡的可能性較高。

## 關聯作品
電視劇
- 天地人（2009年、NHK大河劇、華姫：相武紗季）

漫畫
- 河村惠利『望樓－北条三郎之野望－』（短篇）2009年。單行本『花之君來　上杉景勝室・菊姫』內收錄。ISBN 4253195865　※作品中的名字為「雪」。